# ゆにこん
ゆにこん (Unicorn) は、東日本フェリー が運航していたジェットフォイルおよび高速フェリー。1990年代に函館港と青森港を結ぶ青函航路に就航したが、いずれも冬期の欠航多発と燃費の悪さによる不採算により短期間で運航を終了した。同航路には後にウェーブピアサー船型のナッチャンRera、ナッチャンWorldも就航するが、同じく短期間で運航を終了している。

## ゆにこん（初代）
初代はボーイング929を川崎重工業がライセンス生産したジェットフォイルを使用。川崎重工業神戸工場で7番艇として建造され、1990年11月10日に就航した。函館-青森間を速力43ノット、1時間40分で運航した。旅客定員は233名と、通常263名のところを快適性を重視する形で席数を減らした内装とし、座席にはオーディオサービスを設けるなど航空機を意識した設備を設けた。
しかし旅客輸送のみの構造で自動車の航送ができず、冬季の乗客が低水準に留まったため1993年からは冬季の休航期間を設けたものの、バブル崩壊による不況や競合する津軽海峡線と比べ割高な運賃もあり利用率が伸び悩み採算が取れず、初年度から年数億円の赤字が続いていたこともあり高速カーフェリーへの転換を図ることとし1996年5月にジェットフォイルの運航終了を決定、11月に廃止された。その後、九州商船に売却され「ぺがさす2」として長崎-下五島-上五島航路に就航している。

## ゆにこん（2代）
2代目は三菱重工業が開発したウォータージェット推進の単胴型の船型を採用。1991年からの初代ゆにこんは自動車航走が不可能なことから、モーダルシフトを考慮した新造船投入を決定しJRの特急列車に対抗すべく「人も車も乗せて青函航路を2時間で航行する」という条件を三菱重工下関造船所に提示。高速フェリーは双胴型が主であったが、津軽海峡の西からの波風による操縦困難を考慮し単胴型を採用。船体は軽量化と安全性を考慮し上甲板下の主船体に高張力鋼、客室上部構造にアルミ合金を使用しクラッド鋼で溶接した。
推進装置は4基4軸方式で、主機のMTU製の中速ディーゼル機関から遊星歯車型減速機を経てカメワ社の単段軸流型のウォータージェットポンプを駆動している。ウォータージェットは4軸とも操舵・反転装置付である。操船は軽量な船を扱いやすいジョイスティックで主に行った。
試運転最大速力は42.4ノットで単胴式鋼船では世界最高速を記録し、航海速力35ノットで就航当時は国内最速のフェリーであった。船内は1階に334席・2階に73席とサロンスペースを設け、内装は近未来志向のイメージでサロンはアイボリーを基調にグリーンのカーペットやソファーを置き、上部客室はアイボリー系を基調に太陽光をイメージした座席色の組み合わせとし、下部客室はブルーを基調に航路をイメージした座席やリズム感あるコーディネートを施し航空機のファーストクラスを意識したものとした。車両搭載数は乗用車78台、大型バスも5台積載可能であった。
カラーリングは他船との差別化と高速船としてのアピールをすべく、三菱の用意した10数種類の案から青と紺色のツートンカラーを採用。鋼船規則の船体4分割時の4分の1より前へのマスト設置義務を考慮し、中央部に近いブリッジから延びる最初のマストを前向きにしている。
1997年6月5日に就航、1998年4月にはシップ・オブ・ザ・イヤー'97を受賞している。函館 - 青森間を2時間で運航したが、燃費が悪くまた冬季の欠航多発で採算があわず、2000年11月に運航を終了した。その後、数年間三菱重工業にて係船された後に台湾へ売船された。2006年から2013年ごろには「今日之星」として台南安平港 - 澎湖馬公港間を2時間で夏季運航していた。
その後、2013年に台湾の飲食系企業である東東餐飲集團が購入し「東東之星」に改名し、レストラン船としての改装を受けている。船体の改装が完了した「東東之星」は、2015年9月16日に台中から安平港へ曳航された。今後、船内の改装が進められ、ビュッフェレストラン、宴会場などが設置される。関係機関の営業許可が下りれば、台南初のレストラン船として運航される予定とされていたが、2019年時点では船舶の検査基準にレストラン船に関する規定が存在しないため改装が行われず安平港での停泊が続いており、台南市政府が管理方法の策定を検討するとしている。